# Соколова Воля
Соколо́ва Во́ля (пол. Sokołowa Wola) — колишнє село Бещадського повіту Підкарпатського воєводства Республіки Польща. Колишнє бойківське село, в рамках договору обміну територіями 1951 року все українське населення насильно переселено.

## Історія
У 1772-1918 рр. село було у складі Австро-Угорської монархії, у провінції Королівство Галичини та Володимирії. У 1890 році село належало до Ліського повіту, в селі нараховувалося 46 будинків і 268 жителів, з них 232 греко-католики, 9 римо-католиків і 7 юдеїв.
У 1919-1939 рр. — у складі Польщі. Село належало до Ліського повіту Львівського воєводства, у 1934-1939 рр. входило до складу ґміни Чорна. На 01.01.1939 в селі було 620 жителів, з них 570 українців і 50 євреїв.
У середині вересня 1939 року німці окупували село, однак уже 29 вересня 1939 року мусіли відступити з правобережної частини Сяну, оскільки за пактом Ріббентропа-Молотова правобережжя Сяну належало до радянської зони впливу. 27.11.1939 постановою Президії Верховної Ради УРСР село у складі повіту включене до новоутвореної Дрогобицької області. Територія ввійшла до складу утвореного 17.01.1940 Нижньо-Устрицького району (районний центр — Нижні-Устрики). 29 червня 1941, з початком Радянсько-німецької війни в село ввійшли словацькі частини, далі територія знову була окупована німцями, які за три роки окупації винищили євреїв. У вересні 1944 року радянські війська знову оволоділи селом.
В рамках договору обміну територіями 1951 року все українське населення насильно виселене, село припинило існування.

## Церква
В 1827 р. збудована дерев’яна церква святого Димитрія, була філіяльною, належала до парафії Дашівка Устрицького деканату Перемишльської єпархії УГКЦ.